# Sanaa Koubaa
Sanaa Koubaa-Schretzmair, geb. Sanaa Koubaa, (* 6. Januar 1985 in Langenfeld (Rheinland)) ist eine deutsche Leichtathletin mit marokkanischen Wurzeln, die sich auf den Hindernis- und Langstreckenlauf spezialisiert hat, aber auch Straßenläufe bestreitet.

## Berufsweg
Sanaa Koubaa besuchte die Elbseegrundschule in Hilden und machte am Lore-Lorentz-Gymnasium in Düsseldorf ihr Abitur mit den Schwerpunkten Sport und Gesundheit. An der Fachhochschule Düsseldorf studierte sie Sozialpädagogik mit dem Schwerpunkt Abenteuer und Erlebnis, schrieb 2008 ihre Diplomarbeit. Als Sozialpädagogin war Koubaa zahlreiche Jahre an ihrer ehemaligen Grundschule tätig und unterrichtete dort auch Sport. Als sie bei ihrem Berufseinstieg feststellte, dass ihr die Arbeit mit Kindern lag, begann sie in Wuppertal ein Lehramtsstudium mit den Fächern Deutsch, Mathematik und Sport. Diese Dreifachbelastung aus vormittags unterrichten, nachmittags studieren und abends trainieren beeinträchtigte ihre sportlichen Leistungen, was 2010 die Aufgabe des Studiums zu Gunsten des Sports zur Folge hatte. Ende 2014 ging Koubaa beruflich und privat neue Wege, zog nach Köln, wechselte den Verein und war als Vertretungslehrerin in Gummersbach und dem Käthe-Kollwitz-Berufskolleg in Remscheid tätig. Sie ist inzwischen Vollzeit an einer Berufsschule in Gummersbach beschäftigt.

## Sportliche Laufbahn
Bereits in der Grundschule entdeckte Koubaa ihr Faible für den Sport und ihr Talent für die Leichtathletik. Ihr damaliger Klassenlehrer und langjähriger Trainer hatte sie an die Leichtathletik herangeführt, und seit 1994 war sie eine erfolgreiche Athletin bei der LG Hilden.
In ihrer Jugend siegte sie bei den Westdeutschen Juniorenmeisterschaften über 1500 Meter und wurde Vizemeisterin über 2000 Meter bei deutschen Jugendtitelkämpfen. Während ihrer langen sportlichen Karriere zählte Koubaa beständig zu den deutschen Top 6 ihrer Disziplin.
Zur Mitte ihres Pädagogikstudiums, ca. 2006, bot ihr ein amerikanischer Trainer ein Sportstipendium in den USA an. Im Bundesstaat Oklahoma setzte Koubaa ihr Studium fort und trainierte im Leichtathletikteam der Universität, brach aber trotz bester Bedingungen und eines Vierjahresvertrages ihr persönliches Abenteuer schon nach zehn Monaten wieder ab, da sie zu viel trainierte, zu viele Wettkämpfe bestritt und mit der Zeit immer langsamer wurde.

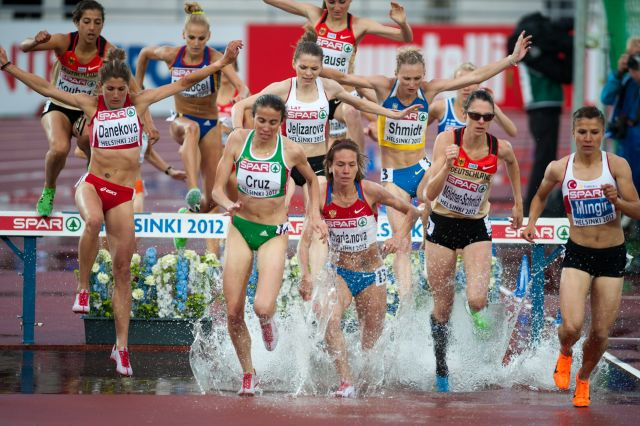
Koubaa (hinten links) bei den Europameisterschaften 2012 in Helsinki im Finale des 3000-Meter-Hindernislaufes

2012 hatte Koubaa ihre bis dato größten Erfolge, sie wurde Deutsche Vizemeisterin im 3000-Meter-Hindernislauf und erreichte bei den Europameisterschaften in Helsinki das Finale. Die Teilnahme an den Olympischen Spielen in London blieb ihr verwehrt, da sie die Normzeit nicht erfüllte. Diese hatte sie in einem Vorlauf mit Tücken um 4 Sekunden verfehlt und musste im Finale dem Bummeltempo der Favoriten Tribut zollen. Dann folgten zwei Jahre voller Verletzungs- und Krankheitspech.
2014 meldete sich Koubaa über 3000 Meter Hindernis mit einem 4. Platz bei den Deutschen Meisterschaften zurück.
2016 folgte, wie 2015, ein dritter Platz bei den Deutschen Meisterschaften. An den Europameisterschaften in Amsterdam nahm Koubaa nicht teil, sie hatte die Norm um sieben Hundertstelsekunden verpasst, und Jana Sussmann erhielt den Startplatz. Bei der Normerfüllung für die Olympischen Spiele in Rio de Janeiro hatte sie es wieder spannend gemacht. Erst zwei Tage vor Ende der Frist zur Normerfüllung schaffte Koubaa beim Flanders Cup im belgischen Kortrijk die Vorgabe und blieb mit 9:38,11 min erstmals in ihrer Karriere unter 9:40 Minuten, was fast sieben Sekunden unter der Olympianorm sowie fast vier Sekunden unter ihrer vier Jahre alten Bestzeit war. Damit hatte Koubaa sich auch in der Jahresbestenliste auf den zweiten Platz vorgeschoben und wurde für die Teilnahme in Rio de Janeiro nominiert. Diesmal hatte Jana Sussmann das Nachsehen, da diese nun den vierten Platz belegte. In Rio belegte Koubaa mit einer weiteren persönlichen Bestleistung von 9:35,15 min den 27. Platz beim 3000-Meter-Hindernislauf.
2017 musste sich Koubaa-Schretzmair einer prophylaktischen Operation unterziehen und die Sommersaison ausfallen lassen.

## Vereinsmitgliedschaften
Sanaa Koubaa startet seit 2015 für den TSV Bayer 04 Leverkusen und war zuvor über 20 Jahre bei der LG Hilden.

## Ehrungen
- 2017 Auszeichnung der Stadt Hilden.[10]

## Familie
Kurz nach den Olympischen Sommerspielen 2016 heiratete sie und heißt seitdem Koubaa-Schretzmair. Sie ist Mutter eines Sohnes.

## Persönliche Bestzeiten
Stand: 4. August 2016
Halle
- 1500 m: 4:27,00 min, Leverkusen, 5. Februar 2012
- 3000 m: 9:30,87 min, Leverkusen, 14. Januar 2012

Freiluft
- 1500 m: 4:13,48 min, Kessel-Lo (Belgien), 30. Juli 2016
- 2000 m Hindernis: 6:20,80 min, Pliezhausen, 6. Mai 2012
- 3000 m: 9:20,65 min, Bergisch Gladbach, 20. August 2015
- 3000 m Hindernis: 9:35,15 min, Rio de Janeiro (Brasilien), 13. August 2016
- 5000 m: 16:40,42 min, Koblenz, 25. Mai 2011
- 5 km Straße: 16:27 min, Korschenbroich, 19. April 2015
- 10 km Straße: 35:47 min, Düsseldorf, 1. September 2013

## Erfolge
national
- 2003: 6. Platz Deutsche U20-Meisterschaften (2000 m Hindernis)
- 2004: 5. Platz Deutsche Meisterschaften (wJ: 3 × 800 m)
- 2005: 6. Platz Deutsche Meisterschaften (3000 m Hindernis)
- 2007: 5. Platz Deutsche Meisterschaften (3000 m Hindernis)
- 2008: 4. Platz Deutsche Meisterschaften (3000 m Hindernis)
- 2009: 6. Platz Deutsche Meisterschaften (3000 m Hindernis)
- 2010: 5. Platz Deutsche Hallenmeisterschaften (1500 m)
- 2010: 6. Platz Deutsche Meisterschaften (3000 m Hindernis)
- 2012: 4. Platz Deutsche Hallenmeisterschaften (3000 m)
- 2012: 5. Platz Deutsche Hallenmeisterschaften (1500 m)
- 2012: Deutsche Vizemeisterin (3000 m Hindernis)
- 2014: 4. Platz Deutsche Meisterschaften (3000 m Hindernis)
- 2015: 3. Platz Deutsche Meisterschaften (3000 m Hindernis)
- 2016: 3. Platz Deutsche Meisterschaften (3000 m Hindernis)

international
- 2012: Finale Europameisterschaften (3000 m Hindernis)
- 2016: 27. Platz Olympische Spiele (3000 m Hindernis)